# Channes
Channes é uma comuna francesa na região administrativa de Grande Leste, no departamento de Aube. Estende-se por uma área de 14,26 km². Em 2010 a comuna tinha 128 habitantes (densidade: 9 hab./km²).